# Rudolf von Buttlar-Elberberg
Rudolf Friedrich Heinrich Adolf Alexander von Buttlar-Elberberg (* 9. November 1835 auf  Schloss Elberberg in Nordhessen; † 3. Juni 1905 ebenda) war ein deutscher Rittergutsbesitzer, Genealoge und Autor.

## Leben

### Herkunft und Familie
Rudolf von Buttlar-Elberberg entstammte dem oberfränkisch-hessischen Adelsgeschlecht derer von Buttlar, dessen Angehörige von 1660 an zur Althessischen Ritterschaft zählen. Er war der Sohn des Forstwirts und Erfinders Rudolf von Buttlar (1802–1875) und dessen Ehefrau Luise von Buttlar (1805–1882), Tochter des Landjägermeisters Gottlob von Buttlar (1769–1849) und Julie von und zu Gilsa (1782–1860).

### Wirken
Von seinem Vater übernahm Rudolf den umfangreichen Immobilienbesitz zur weiteren Verwaltung. Dazu gehörten neben den 2100 ha Waldflächen das Schloss Elberberg (1559 durch Kauf erworben, 1834 renoviert und als Schloss neu errichtet), Schloss Riede, 1825 von Rudolfs Vater zu einem Kaufpreis von 34.000 Talern erworben. Im Jahr darauf wurde ein Familienfideikommiss errichtet. Dadurch blieb das Schloss bis 2007 in Familienbesitz.
Rudolf schrieb das im Jahre 1888 erschienene Buch Stammbuch der Althessischen Ritterschaft und widmete es dem Verein der Althessischen Ritterschaft. Es dient noch heute Historikern und Genealogen als Grundlage für Forschungen über betroffene Familienverbände.
Derzeit gehören noch 38 Familien zur Althessischen Ritterschaft.

### Schriften
- Stammbuch der Althessischen Ritterschaft. Enthaltend: die Stammtafeln der im ehemaligen Kurfürstenthum Hessen ansässigen zur Althessischen Ritterschaft gehörigen Geschlechter: [...] Dem Verein der Althessischen Ritterschaft gewidmet von Rudolf von Buttlar-Elberberg. Gedruckt bei Wilhelm Borner in Wolfhagen 1888. Cassel, Gustav Klaunig, Hof-Buchhandlung. (Volltext)